# Keles (Uzbekistan)
Keles (uzb. cyr. i ros.: Келес) – miasto we wschodnim Uzbekistanie, w wilajecie taszkenckim,  siedziba administracyjna tumanu Zangiota. W 1989 roku liczyło ok. 21,1 tys. mieszkańców. Ośrodek przemysłu włókienniczego i materiałów budowlanych.
Miejscowość otrzymała prawa miejskie w 1976 roku.